# Iwamoto Kaoru
Pour les articles homonymes, voir Iwamoto.
Iwamoto Kaoru est un nom japonais traditionnel ; le nom de famille (ou le nom d'école), Iwamoto, précède donc le prénom (ou le nom d'artiste).
Iwamoto Kaoru (岩本 薫), 5 février 1902 - 29 novembre 1999, aussi connu sous le nom de Honinbo Kunwa, était un joueur de go professionnel au Japon.

## Avant la guerre
Iwamoto est né en 1902 à Masuda dans la préfecture de Shimane, au Japon. De 1905 à 1913, il passe plusieurs années de son enfance à Pusan, en Corée, où il apprend le jeu de go de son père.
Il retourne ensuite étudier le go au Japon, déménage à Tokyo, et devient le disciple de Hirose Heijiro 6-dan en 1913. En 1917, il devient professionnel 1er dan, et monte rapidement parmi les grades. En 1924, Iwamoto rejoint la Nihon Ki-in nouvellement créée et devient 6e dan.
Il prend bientôt sa retraite en tant que joueur de go et émigre au Brésil en 1929. Mais après l'échec de cette aventure, il revient au Japon et reprend sa carrière de joueur de go.
En 1935, il remporte l'Oteai, principal tournoi de go au Japon, à l'époque. En 1945, il affronte Hashimoto Utaro pour la troisième édition du titre Honinbo. La deuxième partie, jouée le 6 août 1945 dans la banlieue d'Hiroshima, est devenue célèbre sous le nom de partie de la bombe atomique. Les joueurs n'ont eu la vie sauve que parce que la police de la ville avait ordonné le déplacement de la partie du centre-ville vers la banlieue. Le match reprit après la fin de la guerre, mais se termina par un nul avec 3-3. Un playoff à trois parties fut joué en 1946, et Iwamoto remporta le titre Honinbo avec deux victoires d'affilée. Il prit alors le nom de Honinbo Kunwa.

## Après la guerre
La maison d'Iwamoto était un site temporaire de la Nihon Ki-in qui brûla lors des bombardements de Tokyo par des B29 en 1945, et Iwamoto est alors chargé de trouver de nouveaux locaux pour la Nihon Ki-in.
En 1947, Iwamoto défend son titre de Honinbo contre Kitani Minoru, puis en 1948 il devient 8e dan et président de la Nihon Ki-in. En 1950, il perd le titre de Honinbo contre Hashimoto Utaro. En 1955, il remporte la Coupe NHK.
Iwamoto a beaucoup voyagé en Occident, où il souhaitait développer le go. De 1961 à 1962, il réside 18 mois à New York, enseignant le go. Enfin, en 1967, il devient 9e dan.

## Retraite
Iwamoto a pris sa retraite en avril 1983. En 1986, il crée la fondation Iwamoto, avec une contribution initiale de 530 millions de yen, et sera l'un des principaux bienfaiteurs de plusieurs centres de go en Europe et en Amérique, à Londres, São Paulo, New York, Seattle et Amsterdam.
Il est l'auteur de trois livres en anglais, "Go for Beginners", "Keshi and Uchikomi" et "The 1971 Honinbo Tournament". Il a de plus été l'auteur du Grand Guide Marabout du Go.